# Danh sách đô thị tại Fiji
Dưới đây là danh sách đô thị tại đảo quốc Fiji tại Thái Bình Dương.

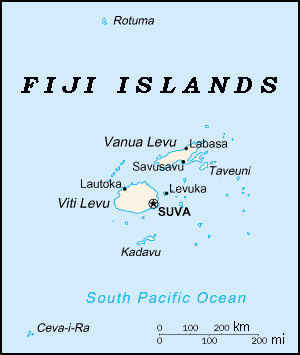
Bản đồ Fiji

## Thành phố
- Lautoka
- Nadi
- Suva

## Thị trấn hợp nhất
Luật pháp Fiji coi "thị trấn" là các khu vực đô thị thuộc các quận.
- Ba
- Labasa
- Lami
- Levuka
- Nasinu
- Nausori
- Savusavu
- Sigatoka
- Tavua

## Thị trấn không hợp nhất
- Dreketi
- Lomawai
- Korolevu
- Navua
- Natumbua
- Vatukoula
- Nakasi